# クロエのレクイエム
『クロエのレクイエム』（Chloe's Requiem）は、ゲームサークル「ブリキの時計」によって制作され2013年10月2日にフリーウェアとして公開されたRPGツクールVX製のホラーアドベンチャーゲーム。「クロエ」と略称される。2014年11月21日公開のver.1.20において2種類のエンディングデモが新たに追加され、最新版は同年11月24日公開のver.1.21となっている。また同年12月19日には、本作の番外編として短編アドベンチャーゲーム『クロエのレクイエム-Con amore-』が公開されている。

## 概要
ニコニコ自作ゲームフェス2において敢闘賞（ホラークラシック賞）を受賞したダウンロードゲームであり、ふりーむ!の累計ダウンロードランキングでは11位（2016年6月16日時点）となっている。ニコニコのRPGアツマールchによると、フリーゲーム好きの間で評価されゲーム実況でも話題を呼んだ作品であるという。またエキサイトニュースでは、10代の女性二人による作品であったためネットユーザーから驚きの声があがったとしている。NHKのバラエティ番組『沼にハマってきいてみた』においても、ネット上で評判となり小説版も刊行された作品として紹介されている。
本作は、主人公の少年ミシェルが古い館の中で、顔見知りの少女クロエの呪いを解くための楽譜を探すというストーリーになっている。自作ゲームフェスでは、ホラーゲームではあるが「キャラクターがとても可愛らしくプレイ中もついつい和んで」しまうと評されており、また「クラシック音楽が好きな方にはより楽しめる作品」とも評されている。エキサイトニュースにおいても、「一見グロテスクな雰囲気がするゲームだが、プレイしてみると可愛らしいキャラクターにふと癒される」と評されており、また作中のオリジナル楽曲についても評価されている。もぐらゲームスの記事では、「魅力的なキャラクターとストーリー、そして散りばめられた謎解きが特徴的」であると評されている。

## 制作背景
ブリキの時計がホラーゲームを制作するきっかけは、ぬばりんがプレイしたゲーム『魔女の家』であるという。ぬばりんは「全体に流れる雰囲気や謎解き」が好きだとしており、ななしのちよも「イラストも描けて物語もすごくて音楽も作れるなんて、作者さんすごいなぁ」と述べている。
制作を開始したのは2013年7月の下旬であり、ぬばりんは「洋館を使ったホラーゲームを作りたかった」と述べている。本作では、ぬばりんが「キャラクターの内面などの具体的な部分」を担当しており、ななしのが「ゲームの基となる枠組み」を作ったとされる。開発当初、事件の鍵を握る人物は彫刻家という設定であったが、ななしのが学校で音楽を学んでいたことから音楽家という設定に変わり、クラシック音楽をテーマとする作品になったという。ぬばりんは「クラシック音楽を基調にしたゴシックな世界観の雰囲気をうまく出せた」と述べている。
ぬばりんは本作について、「暗い話で尖った部分を全面的に出していた作品」であり、「自分がいくら欲しくても、上手くいかないことがある」というテーマが存在し、「受け入れがたい辛いことでも、それを受け入れるのが大事」というメッセージも込めたと述べている。
主人公ミシェルの双子の弟であるピエールは、制作の途中でぬばりんの発案により登場することになったキャラクターであるという。ななしのは当時反対していたが、作中では一番好きなキャラクターであると述べている。
なお番外編である『クロエのレクイエム-Con amore-』については、「物語の裏側」である「それぞれのキャラの別の一面」を描いた作品であり、「本編が暗かった分、コンアモーレな明るい雰囲気」になっていると説明している。

## メディア
東京ゲームショウ2014ではニコニコブースにおいて展示され、フジテレビの情報番組『めざましテレビ』の中で紹介された。また11月21日には、カドカワBOOKSから黒川実と高崎とおるによるライトノベル版『クロエのレクイエム infinito』（ISBN 978-4-04-102276-4）が刊行された。ブリキの時計は同年のコミックマーケット87に参加し、翌年に放送されたNHKの番組『知られざる“コミケ”の世界』において紹介されている。
ニコニコ超会議2015では、五味弘文プロデュースの「超ホラーゲームお化け屋敷」において、『青鬼』『月光妖怪』『Death Forest』『魔女の家』とともに題材となっている。また同年9月30日発売の『ほぼほぼフリーゲームマガジン』では、紹介記事のほかに七輝翼による描きおろしコミック「クロエのレクイエム-rêveur-」が掲載された。
2016年3月10日には、本編の数年後を舞台とした小説『クロエのレクイエム2 andante』（ISBN 978-4-04-103838-3）が刊行されており、同書のカバーイラストは原作者のぬばりんが担当した。ライトノベル版公式ページでは、七輝翼による同書の紹介漫画が公開されている。また同年6月から8月にかけて、プリンセスカフェにおいて期間限定ショップ「レクイエム館」が開かれた。同年10月には、Lノベルから『infinito』の韓国語訳版（ISBN 979-11-278-2424-2）も刊行されている。